# Хорремабад
Хорремаба́д (перс. خرم‌آباد‎) — город на западе Ирана, административный центр остана Лурестан. Население — 328 544 человека. Хорремабад расположен в горах Загрос. Город заселен в основном лурами. Важный сельскохозяйственный центр.

## История
Хорремабад является одним из первых мест обитания людей в Иране. Доклады и результаты исследований доктора Фрэнка Ху, профессора университета Райса, и его коллег рассказывают о том, что в долине Хорремабада проводились работы более 40—50 тысяч лет назад.
В 1967 году в США была опубликована работа о доисторическом периоде Хорремабада, которая рассказывает о жизни людей в юго-западных областях Ирана. Найдены пещеры длиной около 10 километров в горах на высоте 1170 метров над уровнем моря.
Многие исследователи считают, что основателями Хорремабада были эламиты (3200—2700 до н. э.).
В XIV веке город был полностью разрушен. Осталась только башня, которая являлась источником воды, поэтому здесь начинали строить дома, которые в будущем образовали город. Во время династии Сефевидов (1502—1736 году) город получил расцвет и являлся одним из важных центров Ирана.

## Достопримечательности
В центре города Хорремабад находится красочное озеро Киё. Кроме того, надо отметить древний город Шапур-хаст, мост Шапури, средневековую крепость Фалак-аль-Афлак, кирпичный минарет и надпись «Гердаб санги» (Каменный водоворот), водопад Ножиян, тройной водопад Грейт, Соборную мечеть, ущелье Шабихун, пещеру и парк Душе. Хорремабад выбран областным бюро Программы ООН по населенным пунктам в качестве образцового туристического города, благодаря реализации проекта устойчивого городского развития на основе туризма.
Город Шапур-хаст является одним из самых старых памятников Хорремабада. Шапур-хаст был построен, вероятно, по приказу Сасанидского шаха Шапура I в III в. н. э., а его руины сохранились в разных местах на южной окраине современного Хорремабада. Среди сохранившихся его памятников надо указать на надпись и мост Шапури, чьи руины на окраине города свидетельствуют о славной истории этого города. От этого города остались развалины гигантской и широкой стены, построенной в архитектурном стиле эпохи Сасанидов. Одним из шедевров архитектуры эпохи Сасанидов по праву называется «Сломанный мост» или мост «Шапури», который располагается на южной стороне крепости Фалак-аль-Афлак. Мост «Шапури» связывал западную часть провинции Луристан (район Тархан) с востоком, а оттуда с провинцией Хузистан и Ктесифоном — столицей Сасанидов. Этот мост, от которого остались лишь развалины, располагается на юго-западе Хорремабада. В свое время он считался шедевром архитектуры.
Крепость Фалак-аль-Афлак считают самым известным и интересным историческим памятником Хорремабада. Эта крепость, известная как «Крепость с двенадцатью башнями» была сооружена в XIII в. Фалак-аль-Афлак, обладая территорией примерно 230 квадратных метров, поднимается на 23 м над высотою холма. Во внутреннем пространстве крепости располагаются два крупных двора, а вокруг — многочисленные помещения с окнами, которые выходят на внешние стороны. Под холмом, где сооружена крепость, протекает крупный источник с приятной на вкус питьевой водой, известный под названием «Голестан» (от перс. голь — роза, и стан — страна). К востоку от крепости через город течет река, создавая изумительных пейзаж, в том числе за счет близлежащих садов.